# 闊葉鱗毛蕨
闊葉鱗毛蕨（学名：Dryopteris austriaca）为鱗毛蕨科鱗毛蕨屬下的一个种。